# Kościół Niepokalanego Poczęcia Najświętszej Maryi Panny w Namysłowie
Kościół Niepokalanego Poczęcia Najświętszej Maryi Panny – rzymskokatolicki kościół filialny, znajdujący się przy ul. Staromiejskiej w Namysłowie. Świątynia należy do Parafii Świętych Apostołów Piotra i Pawła w Namysłowie w dekanacie Namysłów wschód, archidiecezji wrocławskiej.
26 maja 1964 roku, pod numerem 905/64, kościół został wpisany do rejestru zabytków województwa opolskiego.

## Historia kościoła
Pierwsza wzmianka o kościele pochodzi z 1233 roku.W latach 1525–1624, w okresie Reformacji, świątynia należała do protestantów. W roku 1654 powróciła do katolików. W dokumentach z wizytacji w latach 1666–1667 kościół nosił wezwanie Wszystkich Świętych. Obecne wezwanie otrzymał po 1854 roku, kiedy ustanowiono dogmat Niepokalanego Poczęcia NMP. W wyniku działań wojennych II wojny światowej, w styczniu 1945 roku, została częściowo zniszczona. W okresie po II wojnie światowej budowla została odbudowana. Od sierpnia do grudnia 2012 roku przeprowadzono prace remontowe, gdzie wymieniono pokrycie dachu, wyremontowano sklepienia oraz uzupełniono ubytki w cegle.

## Wyposażenie i wnętrze kościoła
Jest to budowla gotycka, murowana z cegły i kamieni polnych, z których wykonano podmurówkę. Prezbiterium pochodzi z przełomu XIII i XIV wieku, a nawę wykonano w XV wieku. Z XVI stulecia pochodzi drewniana empora. Drewniany chór muzyczny pochodzi z około 1600 roku.
Zabytkowymi i cennymi elementami architektury świątyni są:
- barokowy ołtarz z I połowy XVII wieku,
- XVIII-wieczny medalion z wizerunkiem Trójcy Świętej,
- późnogotycka (z końca XV wieku) rzeźba Matki Boskiej z Dzieciątkiem[3].

## Literatura
- Kronika parafii rzymsko-katolickiej p.w. św. Ap. Piotra i Pawła w Namysłowie 1946-1961 (red. T. Wincewicz), Namysłów 2009.
- Katalog zabytków sztuki w Polsce, t. VII, Województwo opolskie (red. T. Chrzanowski, M. Kornecki), zeszyt 7 (powiat namysłowski), Warszawa 1965.